# Жазушы
«Жазушы́» (рус. писатель) — казахстанское издательство, специализирующееся на выпуске художественной литературы на казахском, русском, корейском, уйгурском языках.

## История
Издательство создано в 1933 году как Казахское государственное издательство художественной литературы. Современное название было дано в 1964 году. Первым директором издательства был Габит Мусрепов.
В 1979 году издательством выпущено 218 наименований книг и брошюр, общим тиражом свыше 7,1 млн. экземпляров.

## Издания
«Жазушы» издаёт художественную литературу: произведения классических и современных писателей и поэтов, собрания сочинений, произведения народного творчества и фольклора. Среди авторов издательства Мухтар Ауэзов («Путь Абая»), Абдижамил Нурпеисов («Кровь и пот»), Жубан Мулдагалиев («Орлиная степь», «Сель»).
Издательством «Жазушы» впервые были опубликованы произведения великих казахских поэтов и писателей Сакена Сейфуллина, Ильяса Жансугурова, Беимбета Майлина, Жусипбекa Аймауытова, Магжана Жумабаева, Шакарима Кудайберды-улы, Саги Жиенбаева и др.

## Достижения
- На международном конкурсе в Лейпциге в 1977 году бронзовой медалью было отмечено издание «Казахский эпос».
- Дипломами Всесоюзного конкурса «Искусство книги» в 1975, 1976, 1977, 1979 и 1980 годах были удостоены издания: сочинения Махамбета Утемисова, Александра Пушкина, Михаила Лермонтова, «Сонеты» Уильяма Шекспира, «Шу асау» Мухтара Ауэзова, «Антология казахской современной поэзии».

## Серии
- Детектив
- Шедевры детектива